# Королёв, Анатолий Владимирович
Анатолий Владимирович Королёв (род. 1948) — советский и российский шахматист и шахматный функционер, мастер спорта СССР (1972).
В составе сборной Москвы победитель 8-го командного чемпионата СССР (1984—1987 гг.). Разделил 2—3 места на 1-й доске, набрав 11 очков из 16 возможных. В 5-м командном чемпионате СССР (1975—1978 гг.) показал лучший результат на 2-й доске (9½ из 12). В 10-м командном чемпионате СССР (1991—1994 гг.) завоевал серебряную медаль и показал 2-й результат на 1-й доске.
Выступал в соревнованиях ДСО «Труд». Участвовал в командном чемпионате СССР 1988 г.
Работал в РШФ, был председателем квалификационной комиссии, занимал должности заместителя исполнительного директора федерации и заместителя председателя детско-юношеской комиссии.